# 빌레 래이쾨넨
빌레 안티 래이쾨넨(핀란드어: Ville Antti Räikkönen, 1972년 2월 14일~)은 핀란드의 전직 바이애슬론 선수이다. 올림픽에 2회 참가하여 1998년 동계 올림픽에서 남자 10km 스프린트 종목에서 동메달을 획득했다.